# Kjell Hjertsson
Kjell Hjertsson (Suecia, 1 de agosto de 1922 - Suecia, 8 de febrero de 2013) fue un futbolista profesional sueco. 
Kjell Hjertsson jugó durante toda su carrera deportiva como centrocampista en el club Malmö FF. Debutó en el equipo titular con 17 años de edad, el 2 de mayo de 1940, en un partido contra el Hammarby IF. Jugó un total de 176 partidos en la liga sueca y se retiró en la temporada 1950/51.
Kjell Hjertsson participó con sus hermanos Arne Hjertsson y Sven Hjertsson en el partido crucial contra el AIK en el Estadio Råsunda el 29 de mayo de 1944. Sería la primera y única vez que los tres hermanos jugasen juntos.
Gracias a su efectividad en el campo Kjell llegó a ser titular en el Malmö, y jugó 49 partidos ininterrumpidos en la Primera División de Suecia.
La dura competencia por mantener el puesto en Malmö provocó que Hjertsson en 1950 fuese contratado por Råå IF, junto con otros compañeros del club, Walle Roble y Gustaf Nilsson. Gracias a estos refuerzos Råå IF ascendió a segunda división en la temporada 1950/51.